# Cripta de Egmont

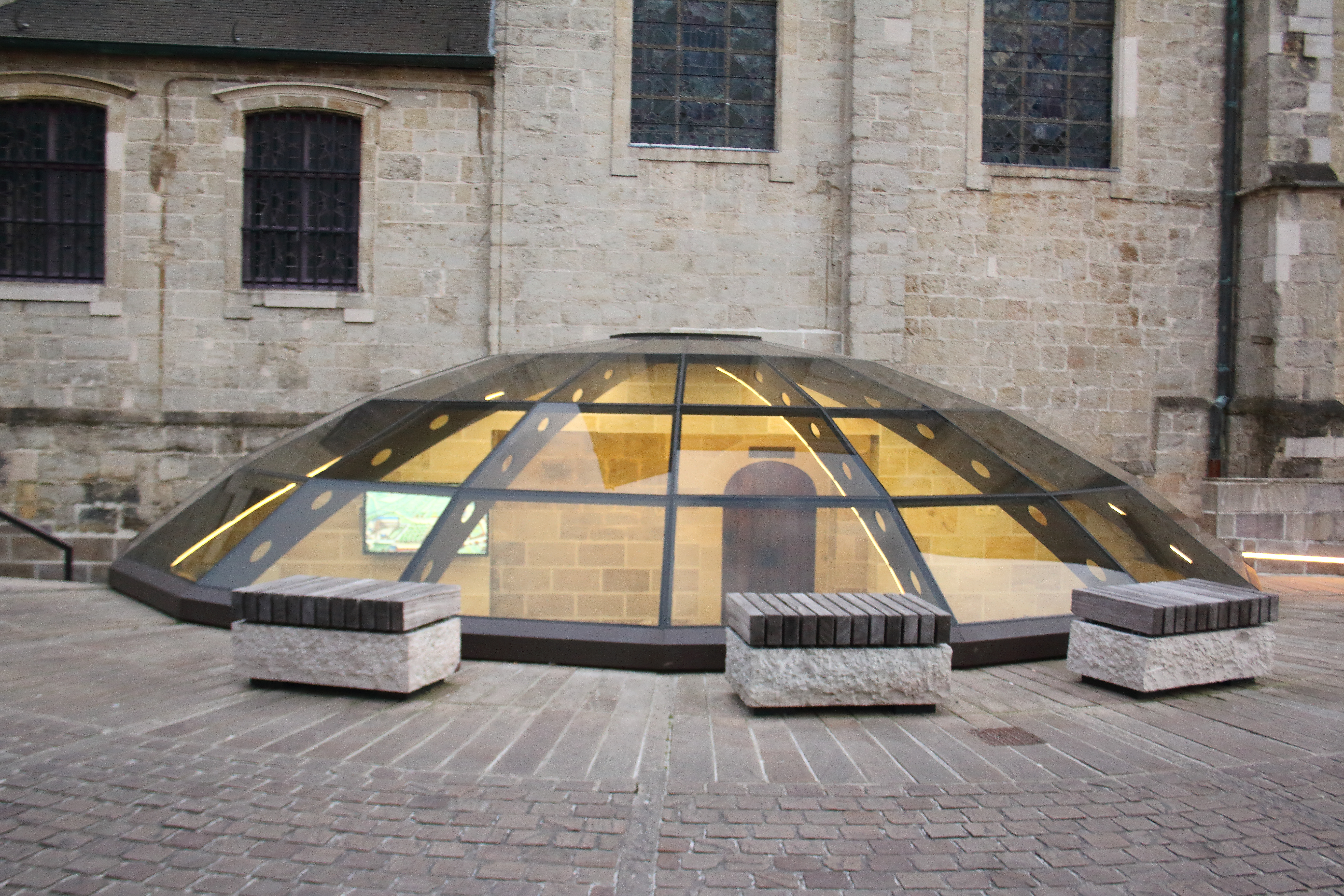
Exterior de la cripta de Egmont

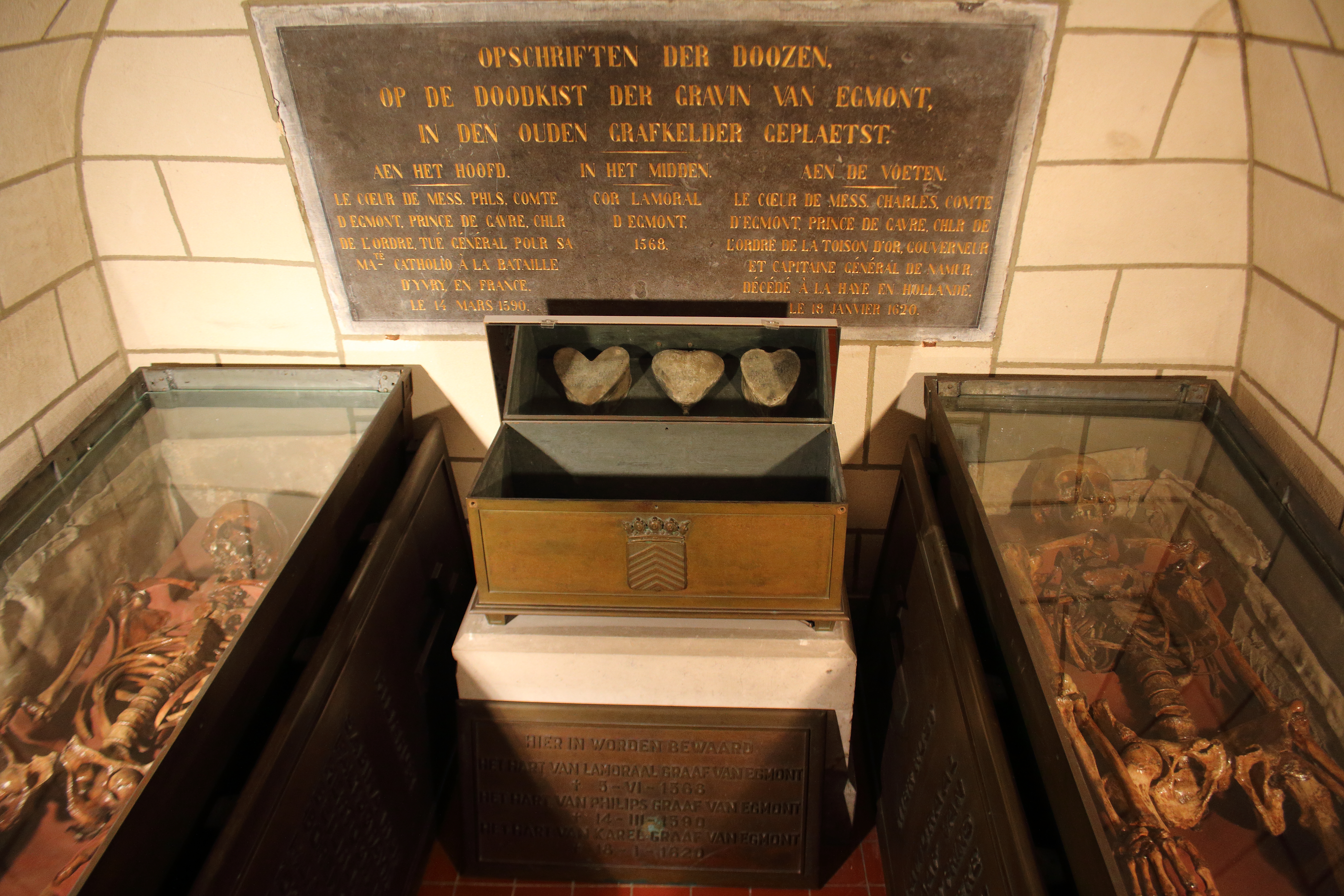
Interior de la cripta de Egmont

La cripta de Egmont (neerlandés: Egmontcrypte) es una cripta en la ciudad flamenca de Zottegem en Bélgica. La cripta situada al lado de la Iglesia de Nuestra Señora de la Asunción en la plaza mayor. En la cripta se encuentran los restos óseos del Conde de Egmont y de su mujer Sabina de Baviera. En tres cajas de plomo en forma de corazón se encontraban los corazones embalsamados del Conde de Egmont y de dos de sus hijos, Felipe y Carlos.

## Historia
Alrededor del 1563 el Conde de Egmont hizo construir una cripta para su familia. Después de su decapitación en la Plaza Mayor de Bruselas el 5 de junio de 1568 los restos del Conde de Egmont también se trasladaron a esta cripta, y más tarde también los restos de su esposa (1578) y de sus hijos Felipe (1590) y Carlos (1620). La cripta se utilizó hasta el siglo XVI antes de caer en desuso. Se redescubrió por casualidad en 1804. En 1857 se construyó la actual cripta en la iglesia. La cripta fue renovada en 1952 y otra vez en 2016, cuando se añadió una cúpula de vidrio. El 2 de abril de 2022 Carles Puigdemont visitó la cripta.